# العلاقات الفلسطينية المغربية
العلاقات الفلسطينية المغربية هي علاقات متميزة وتمتد عميقا في التاريخ سواء من خلال الحضور القديم للمغاربة في القدس أو مواقف المغرب الداعمة للقضية الفلسطينية.

## التاريخ

### القرن 20
كان المغاربة كما العديد من شعوب الدول العربية في حالة حرب مع إسرائيل منذ عام 1948، حيث انخرطت مجموعة من المغاربة في جيش المتطوعين العرب للمشاركة في الحرب العربية الإسرائيلية 1948 واستشهد خلالها أكثر من 10 مغاربة في معارك في مدن القدس ويافا وحيفا.
اعتقلت إسرائيل في عامي 1971 و1972 ثلاثة مغاربة كانوا ضمن قوى الثورة الفلسطينية.
في عام 1975، قررت منظمة المؤتمر الإسلامي تأسيس لجنة القدس وأُسندت رئاستها إلى الملك المغربي الحسن الثاني في عام 1979. ولاحقًا في عام 1998 استحدثت وكالة بيت مال القدس الشريف وتتبع لجنة القدس التي يقع مقرها في المغرب.
يوجد بعثة دبلوماسية مغربية لدى السلطة الفلسطينية، والتي أنشئت عام 1996 في مدينة غزة، ولاحقًا انتقلت إلى مدينة رام الله.
في 2 مارس 2023، اتفق وزير الاقتصاد الوطني الفلسطيني خالد العسيلي وممثل المغرب لدى دولة فلسطين عبد الرحيم مزيان على تأسيس لجنة فلسطينية مغربية اقتصادية مشتركة.

### القرن 21
أبدى الفلسطينيون تعاطفًا أكبر مع المغرب وخصمه اللدود الجزائر وحليفتها جبهة البوليساريو بسبب الأيديولوجية الثوريّة المماثلة التي أثَّرت على العلاقات مع المغرب، على الرغم من دعمِ الشعب المغربي العام للقضية الفلسطينيّة. توتَّرت العلاقات نوعًا ما حينما أعربَ القادة الأوائل لمنظمة التحرير الفلسطينية مثل جورج حبش – الذي أسَّسَ فيما بعد الجبهة الشعبية لتحرير فلسطين – ونايف حواتمة عن دعمهما لما وصفاهُ بـ «نضال الصحراء الغربية وجبهة البوليساريو ضد المغرب». كادَ الخلاف بين المغرب والقوميين الفلسطينيين أن يتسع عندما سعى الحسن الثاني إلى تحقيق سلامٍ منفصلٍ مع إسرائيل من خلال استضافة الرئيس شمعون بيريز في عام 1986، لكن الملك المغربي تراجعَ بعد ذلك عن هذه الخطوة، فتحسَّنت العلاقات المغربية الفلسطينيّة عقب ذلك وشهدت استقرارًا أكثر.

## لجنة القدس

### الرؤية الملكيّة
يرأسُ ملك المغرب محمد السادس لجنة القدس الذي تتخذُ من العاصِمة الرباط مقرًا لها، وهي مؤسّسة عربية إسلامية انبثقت عن منظمة المؤتمر الإسلامي الذي عُقد في مدينة جدّة السعودية عام 1975، وتتمثلُ مهمّتها بالأساس في حماية القدس من خلال التصدي للمحاولات الإسرائيلية الهادفة إلى طمسِ الطابع العربي الإسلامي للقدس. تُتابع اللجنة اليوم تنفيذ القرارات التي تتخذها مؤتمرات المنظمة، كما تقترحُ ما تراه مناسبًا على الدول الأعضاء في المنظمة لتحقيق أهدافها. بالإضافة للجنة القُدس فقد استُحدثَت عام 1998 وكالة جديدة تتبعُ ضمنيًا للجنة القدس وسُميّت وكالة بيت مال القدس الشريف وتتركّز أهداف هذه الوكالة على تنمية عددٍ من القطاعات في فلسطين بما في ذلك القطاع الصحّي والتعليمي والإسكان فضلًا عن صونِ التراث الديني. جاءت هذه الوكالة بمبادرةٍ من ملك المغرب خلال الاجتماع الخامس عشر للجنة والذي عُقد في مدينة إفران بالمملكة المغربيّة. تعملُ لجنة القدس على الاتصال بشكل دوري بالمنظمات الدولية الأخرى التي قد تُساعد على حماية القدس، كما تُقدّم مقترَحات للبلدان الأعضاء ولكل المنظمات المعنية بالأمر، فضلًا عن تقديمها لتقرير سنوي لمؤتمر وزراء الخارجية. تنفذ اللجنة عدّة مشاريع في المدينة الفلسطينيّة وتركّز على مجالات الصحة والتعليم والإسكان وشؤون المرأة والشباب والطفولة وبرامج خاصة بالفئات الضعيفة.
التدخل الملكي لحل أزمة الأموال الفلسطينية المحتجزة لدى إسرائيل:
أعرب أمين سر اللجنة التنفيذية لمنظمة التحرير الفلسطينية حسين الشيخ، اليوم الاثنين 10 فبراير/ فيفري 2025, عن شكره للملك محمد السادس، رئيس لجنة القدس، لجهوده المتواصلة من أجل حل أزمة الأموال الفلسطينية المحتجزة لدى إسرائيل، بحيت تحتجز الحكومة الإسرائيلية 502 مليون شيكل (حوالي 138 مليون دولار) من أموال السلطة الفلسطينية، بدعوى تخصيص السلطة الفلسطينية دعما ماليا للأسرى المحرَّرين وعائلات المعتقلين في السجون الإسرائيلية، وأسر الشهداء،  إلا أن إسرائيل أوقفت تحويل جزء من هذه العائدات عقب أحداث 7 أكتوبر 2023، بذريعة الخشية من وصولها إلى حركة حماس، مما أدى إلى أزمة مالية شديدة، وعجز عن دفع رواتب الموظفين.

### أبرز اجتماعات اللجنة
عقدت لجنة القدس 20 دورة كلّها في المغرب باستثناء دورة واحدة عُقدت في مدينة نيويورك الأميركية على هامش الاجتماعات السنوية للجمعية العامة للأمم المتحدة. يعود تاريخ أول دورة عقدتها اللجنة للثاني والثالث من تموز/يوليو عام 1979 في مدينة فاس، حيث خرجت اللجنة حينها بتوصيات وعدوات، فدعَت مجلس الأمن الدولي إلى اتخاذ إجراءات عملية تكفل تحقيق الحقوق الوطنية للشعب الفلسطيني، كما طالبت بوقفِ ما وصفتهُ بـ «العدوان المستمرّ» على مدينة القدس المحتلَّة والأراضي الفلسطينية والعربية الأخرى المحتلة.
عقدت اللجنة يومي 19 و20 نيسان/أبريل 1984 دورة استثنائية بدعوةٍ من الحسن الثاني وذلك لمناقشة «المخططات الصهيونية الرامية إلى تهويد مدينة القدس» و«إخلاء المدينة المقدّسة دينيًا من أهلها العرب من مسلمين ومسيحيين» بالإضافةِ إلى «محاولات إسرائيل الضغط على بعض الدول لنقل سفاراتها من تل أبيب إلى القدس». تعرَّض المسجد الأقصى في وقتٍ ما من كانون الثاني/يناير 1986 لمحاولات تدنيسٍ من قِبل بعض الأعضاء في الكنيست الإسرائيلي فعقدت اللجنة اجتماعًا جديدًا نُظّم هذه المرة في مدينة مراكش لإدانة هذه التصرفات والأفعال والخروج بتوصيات جديدة. نُظّمت دورة أخرى وهي الدورة العشرين في مدينة مراكش كذلك، ودعَت المجتمع الدولي إلى «تحمل مسؤولياته في إنقاذ القدس» من خلال الضغط على إسرائيل لوقف جميع عملياتها الاستيطانية الهادفة إلى تهويد المدينة وتغيير وضعها القانوني، كما طالبت جميع الدول الأعضاء ومؤسساتها المالية بتقديم الدعم المادي اللازم لمقاومة «تهويد المدينة».
- في فبراير 2024، المغرب يؤكد التزام عاهل المغرب محمد السادس، رئيس لجنة القدس، لصالح القضية الفلسطينية، وذلك في إطار المسطرة الجارية أمام محكمة العدل الدولية، في قضية طلب رأي استشاري بشأن التبعات القانونية المترتبة عن سياسات وممارسات إسرائيل في الأراضي الفلسطينية المحتلة، بما فيها القدس الشرقية.[22][23]

- في 23 فبراير 2024، أشادت منظمة التحرير الفلسطينية بمواقف ومرافعة المملكة المغربية، أمام محكمة العدل الدولية التي أكدت من خلالها الرباط التزامها الثابت بالقضية الفلسطينية وعزمها العمل على مواصلة العمل بكل الوسائل المتاحة من أجل حماية الوضع التاريخي والقانوني والسياسي والروحي لمدينة القدس. كما جددت دعوتها إلى احترام القانون الدولي وإحلال السلام في الشرق الأوسط من خلال إقامة دولة فلسطينية مستقلة إلى جانب دولة إسرائيل، وفق قرارات الشرعية الدولية ذات الصلة.

وعبرت منظمة التحرير، التي تتحدث باسم الفلسطينيين وتعتبر ممثلها الشرعي في المفاوضات، عن تقديرها لثبات ووضوح مواقف القيادة المغربية بشأن القضية الفلسطينية وكذا الدعم والمساندة الذي تقدمه الرباط للمقدسيين وجهودها المتواصلة لصيانة مدينة القدس والحفاظ على معالمها الإسلامية.